# 사이토 타카오
사이토 타카오(일본어: 齊藤 隆夫, 1936년 11월 3일 ~ 2021년 9월 24일) 은 일본의 만화가, 극화가이다. 고르고13의 작가로 잘 알려져 있다.